# Kocerhî, Putîvl
Kocerhî (în ucraineană Кочерги) este un sat în comuna Volokîtîne din raionul Putîvl, regiunea Sumî, Ucraina.

## Demografie
Componența lingvistică a localității Kocerhî
     Ucraineană (91,37%)
     Rusă (8,63%)
Conform recensământului din 2001, majoritatea populației localității Kocerhî era vorbitoare de ucraineană (91,37%), existând în minoritate și vorbitori de rusă (8,63%).